# Cimetière national de Dayton
Le cimetière national de Dayton est un cimetière national des États-Unis situé dans la ville de Dayton, dans le comté de Montgomery, Ohio. Il s'étend sur 116,8 acres (47,3 ha) et à compter du 14 août 2014, contenait 49 751 inhumations. En janvier 2014, il est l'un des quatorze cimetières désignés comme un sanctuaire national. Un nouveau columbarium de 2 000 niches est consacré le 24 juillet 2014.

## Histoire
Le cimetière est créé en 1867 comme un lieu d'inhumation des anciens combattants qui sont morts alors qu'ils sont à la charge de la branche centrale de l'asile national pour les soldats et les marins volontaires invalides, situé à Dayton. La première inhumation, du vétéran de la guerre de Sécession Cornelius Solly, a lieu le 11 septembre 1867. L'asile national devient une partie du département des affaires des anciens combattants nouvellement formé en 1930 et évolue pour devenir l'actuel centre médical des affaires des anciens combattants de Dayton. Le cimetière est administré dans le cadre du centre médical jusqu'en 1973, quand il est transféré à l'administration des cimetières nationaux.
Il contient les corps d'anciens combattants de tous les conflits majeurs dans lesquels les États-Unis ont été impliqués depuis la guerre d'indépendance.

## Monuments notables
- Le monument des soldats de Dayton a été construit entre 1873 et 1877. C'est une colonne de marbre de 30 pieds (9,1 m) sur une base de granit. Il a été inauguré par le président Rutherford B. Hayes.
- Un mémorial aux 33 soldats de la guerre de 1812 enterrés dans ce cimetière. Une plaque de bronze sur un rocher.

## Inhumations notables
- Henry W. Downs, récipiendaire de la médaille d'honneur pour son action lors la guerre de Sécession
- Big Joe Duskin, pianiste américain de blues et de boogie-woogie
- Oscar Wadsworth Field, récipiendaire de la médaille d'honneur pour son action lors la guerre hispano–américaine
- George Geiger, récipiendaire de la médaille d'honneur pour son action lors de la bataille de Little Bighorn pendant les guerres indiennes
- Joe Henderson, saxophoniste de jazz
- Tommy Henrich, joueur de la ligue majeure de baseball
- John H. James, récipiendaire de la médaille d'honneur pour son action lors la guerre de sécession
- Stubby Magner, joueur de la ligue majeure de baseball
- Marsena R. Patrick, général de l'armée américaine
- Charles A. Taggart, récipiendaire de la médaille d'honneur pour son action lors de la guerre de Sécession
- Johnnie Wilder, Jr, chanteur R&B/funk
- Paul P. Yoder, lieutenant-gouverneur de l'Ohio (1937 - 1939)

Autres inhumations
- Une tombe de guerre du commonwealth britannique, d'un caporal de l'armée canadienne (mort en 1947)[3]